# Огражден (село)
Огражден (болг. Огражден) — село в Болгарии. Находится в Добричской области, входит в общину Генерал-Тошево. Население составляет 11 человек.

## Политическая ситуация
В местном кметстве Кардам, в состав которого входит Огражден, должность кмета (старосты) исполняет Иван Стоянов Иванов (независимый) по результатам выборов правления кметства.
Кмет (мэр) общины Генерал-Тошево — Димитр Михайлов Петров (коалиция в составе 2 партий: Политическое движение социал-демократов (ПДСД), Болгарская социалистическая партия (БСП)) по результатам выборов в правление общины.